# Incontinencia urinaria
La incontinencia urinaria es la pérdida involuntaria de orina que implica un importante impacto psicológico y social. Puede alterar el estilo de vida del paciente, por lo general es un problema subestimado ya que muchas poblaciones lo consideran un problema normal asociado a la edad, sin buscar diagnóstico y tratamiento, por lo que es importante siempre buscar una opinión especializada.

## Etiología
Para determinar el tratamiento, se debe entender el tipo de incontinencia que se presenta, las cuales son:
- Por esfuerzo: al toser, estornudar, reír o hacer ejercicio, por lo general se asocia a un defecto en el mecanismo de cierre de la uretra ya sea por hipermovilidad o por deficiencia del esfínter. Está asociada a vejiga caída o atrofia de piso pélvico normal con la edad
- Por urgencia: se presenta la necesidad repentina e intensa de orinar, seguida de una pérdida involuntaria de orina. Se asocia a la contracción involuntaria del detrusor o a incremento de la sensibilidad, puede ser generada por lesión a sistema nervioso, obstrucción o por cambios normales por la edad y la reducción de la sustancia gris
- Por rebosamiento: Goteos frecuentes o constantes, ya que la vejiga no se vacía en su totalidad. Puede ser causada por una vejiga que no se contrae como debe o por presencia de obstrucción como la prostática o por estenosis de uretra
- Mixta: Presencia de esfuerzo y urgencia antes de la incontinencia

## Cuadro clínico
Síntoma inicial la presencia de salida de orina de forma involuntaria Sumado a esto el paciente puede presentar síntomas asociados al tracto urinario inferior los cuales son los siguientes 
- Síntomas de almacenamiento
- Síntomas de vaciamiento: Los que suceden durante la micción. Esfuerzo, intermitencia, goteo terminal, retardo en inicio de la micción, flujo delgado y flujo lento.
- Síntomas postmiccionales: Los que se presentan inmediatamente después de terminar de orinar. Sensación de vaciamiento incompleto, goteo postmiccional.

Dependiendo de la combinación de síntomas y los datos de la exploración física se determinará si es necesario la realización de un estudio de urodinamia 

## Tratamiento
La incontinencia puede tratarse con o sin fármaco.
Tratamientos no farmacológicos:
- Oclusores para incontinencia para hombres (externos).
- Mallas vaginales.
- Colectores de orina con bolsa.
- Ejercicios de Kegel (consiste en contraer los músculos pélvicos).
- Variación de Kegel con bolas chinas.
- Conos vaginales.
- Reentrenamiento de la vejiga.
- Estimulación eléctrica (PTNS).
- Pañales absorbentes.
- Método del retraso de la orina.
- Programación de la visita al baño.
- Dieta y pérdida de peso.
- Láser ginecológico.

Tratamientos médicos: 
- Anticolinérgicos, B agonistas y antidepresivos se usan en pacientes con incontinencia asociada a vejiga hiperactiva

Tratamiento quirúrgico 
- Colocación de sling sub uretral en hombre o mujer: En mujeres malla TOT para hipermovilidad, TVT si hay deficiencia del esfínter. En hombres el sling es por presencia de deficiencia de esfínter asociada a cirugía de cáncer de próstata en el cual no se realizó radioterapia.
- Colocación de agentes abultantes: Incontinencia urinaria por déficit del esfínter
- Esfínter artificial: Incontinencia urinaria por déficit del esfínter